# Hrabstwo Pinal

Piramida wieku hrabstwa

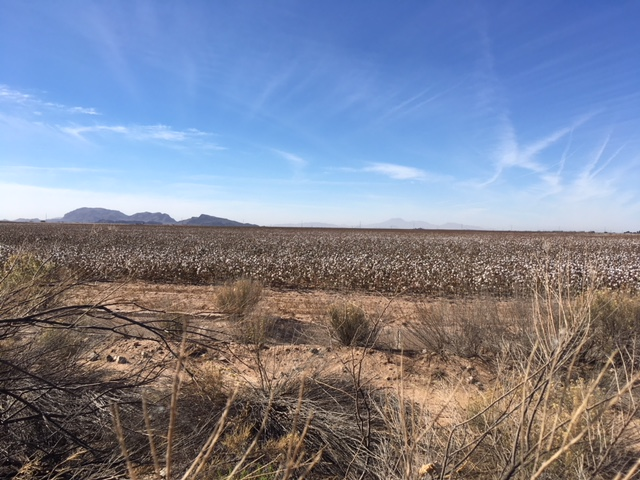
Pole bawełny w hrabstwie Pinal

Hrabstwo Pinal – hrabstwo w USA, w południowo-wschodniej części stanu Arizona, w obszarze metropolitalnym Phoenix. Według spisu w 2020 roku liczy 425,3 tys. mieszkańców, co czyni je trzecim najbardziej zaludnionym hrabstwem stanu, po hrabstwach Maricopa i Pima. Stolicą jest Florence, a największą miejscowością San Tan Valley. Na terenie hrabstwa jest duża populacja rdzennych Amerykanów (około 6,2%). Są to  Indianie ze szczepów Apacze, Pima, Tohono O’odham i Maricopa.

## Historia
Pinal powstało 1 lutego 1875 z fragmentów hrabstw Maricopa i Pima.

## Geografia
Całkowita powierzchnia wynosi 13 919 km² z tego 12 km² (0,08%) stanowi woda.
Na terenie hrabstwa leżą Rezerwat Indian Rzeka Gila, Społeczność Indian Ak-Chin i Rezerwat Indian Apache San Carlos.

### Sąsiednie hrabstwa
- hrabstwo Maricopa – zachód i północ
- hrabstwo Gila – północ
- hrabstwo Graham – wschód
- hrabstwo Pima – południe

### Obszary chronione na terenie hrabstwa
- Casa Grande Ruins National Monument
- Coronado National Forest (część)
- Hohokam Pima National Monument
- Ironwood Forest National Monument (część)
- Sonoran Desert National Monument (część)
- Tonto National Forest (część)

### Miejscowości
- Apache Junction
- Casa Grande
- Coolidge
- Eloy
- Florence
- Kearny
- Mammoth
- Maricopa
- Superior
- Queen Creek

### CDP
- Ak-Chin Village
- Arizona City
- Blackwater
- Cactus Forest
- Campo Bonito
- Casa Blanca
- Chuichu
- Dudleyville
- Gold Canyon
- Goodyear Village
- Kohatk
- Lower Santan Village
- Oracle
- Picacho
- Red Rock
- Sacate Village
- Sacaton
- Sacaton Flats Village
- Saddlebrooke
- San Tan Valley
- San Manuel
- Santa Cruz
- Stanfield
- Stotonic Village
- Sweet Water Village
- Tat Momoli
- Upper Santan Village
- Queen Valley
- Vaiva Vo
- Wet Camp Village

## Gospodarka
Na terenach wiejskich zamieszkuje 21,9% ludności hrabstwa. Do najważniejszych gospodarczych gałęzi w hrabstwie Pinal należą górnictwo, rolnictwo i administracja. Wydobycie następuje głównie we wschodniej części hrabstwa, natomiast rolnictwo występuje w dolinach wzdłuż Gila River, Santa Cruz River i kanału Central Arizona Project. W 2017 roku obszar ten zajął 3. miejsce w stanie i 39. w kraju pod względem wpływów z rolnictwa.
Najważniejsze produkty rolne obejmują bydło i mleko, bawełnę, siano, pszenicę, kukurydzę, warzywa i jęczmień. Rozwinięta akwakultura.  

## Demografia
- biali nielatynoscy – 54,6%
- Latynosi – 31,7%
- rdzenna ludność Ameryki – 6,2%
- czarni lub Afroamerykanie – 6,1%
- rasy mieszanej – 3,4%
- Azjaci – 2,1%
- osoby z wysp Pacyfiku – 0,4%[5].

## Religia
W 2020 roku pod względem członkostwa największe grupy religijne tworzyły:
- Kościół katolicki – 92,1 tys. w 19 parafiach,
- Kościół Jezusa Chrystusa Świętych w Dniach Ostatnich (mormoni) – 34,7 tys. w 71 społecznościach,
- Kościoły ewangelikalne (gł. bezdenominacyjne, baptystyczne i zielonoświątkowe) – ok. 30 tys. w 205 zborach,
- Zjednoczony Kościół Metodystyczny – 7,2 tys. w 7 zborach,
- świadkowie Jehowy – 5 tys. w 17 zborach,
- społeczność muzułmańska – 3,4 tys. w 1 meczecie.

## Atrakcje

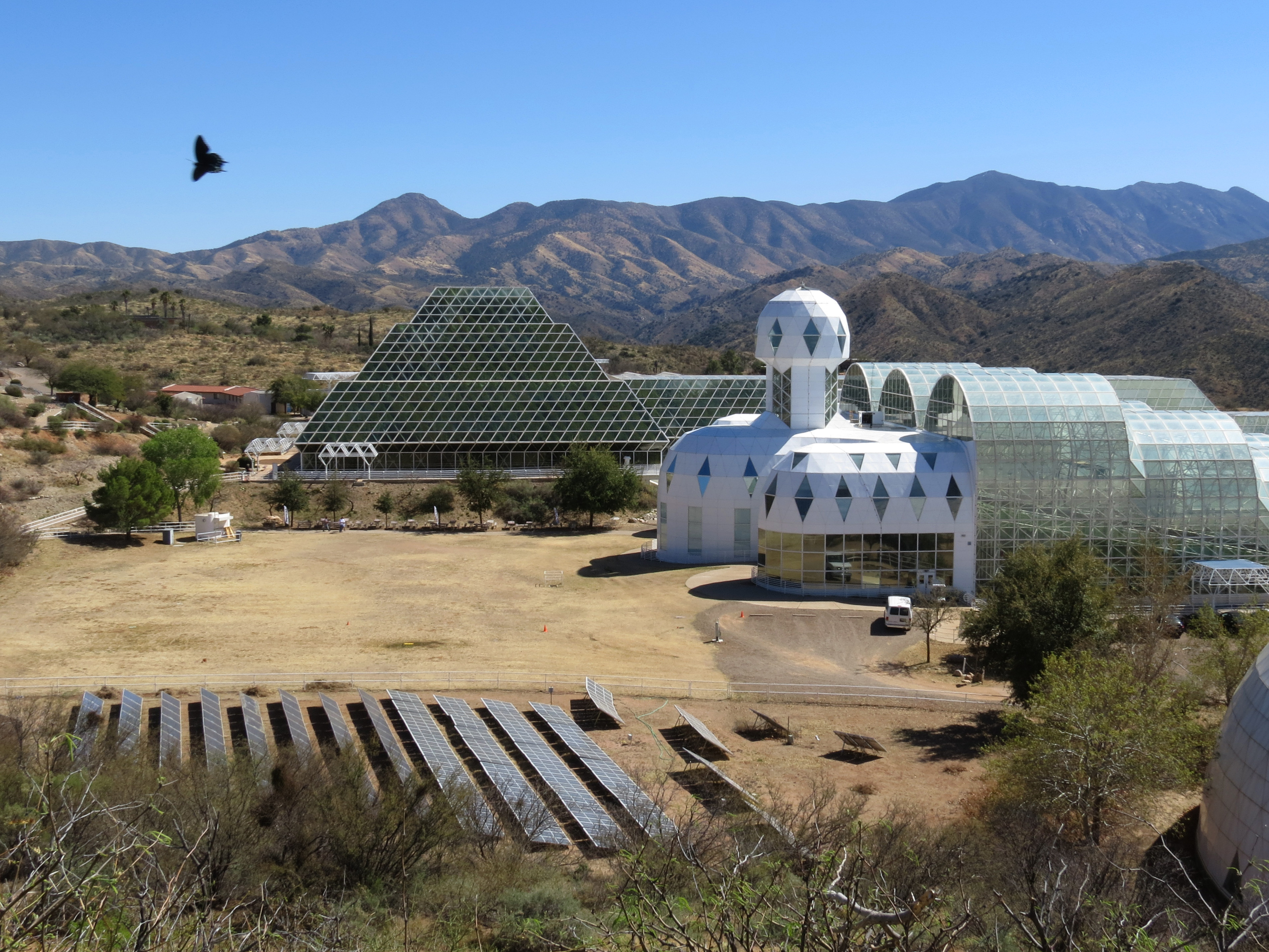
Ośrodek badawczy Biosfera 2
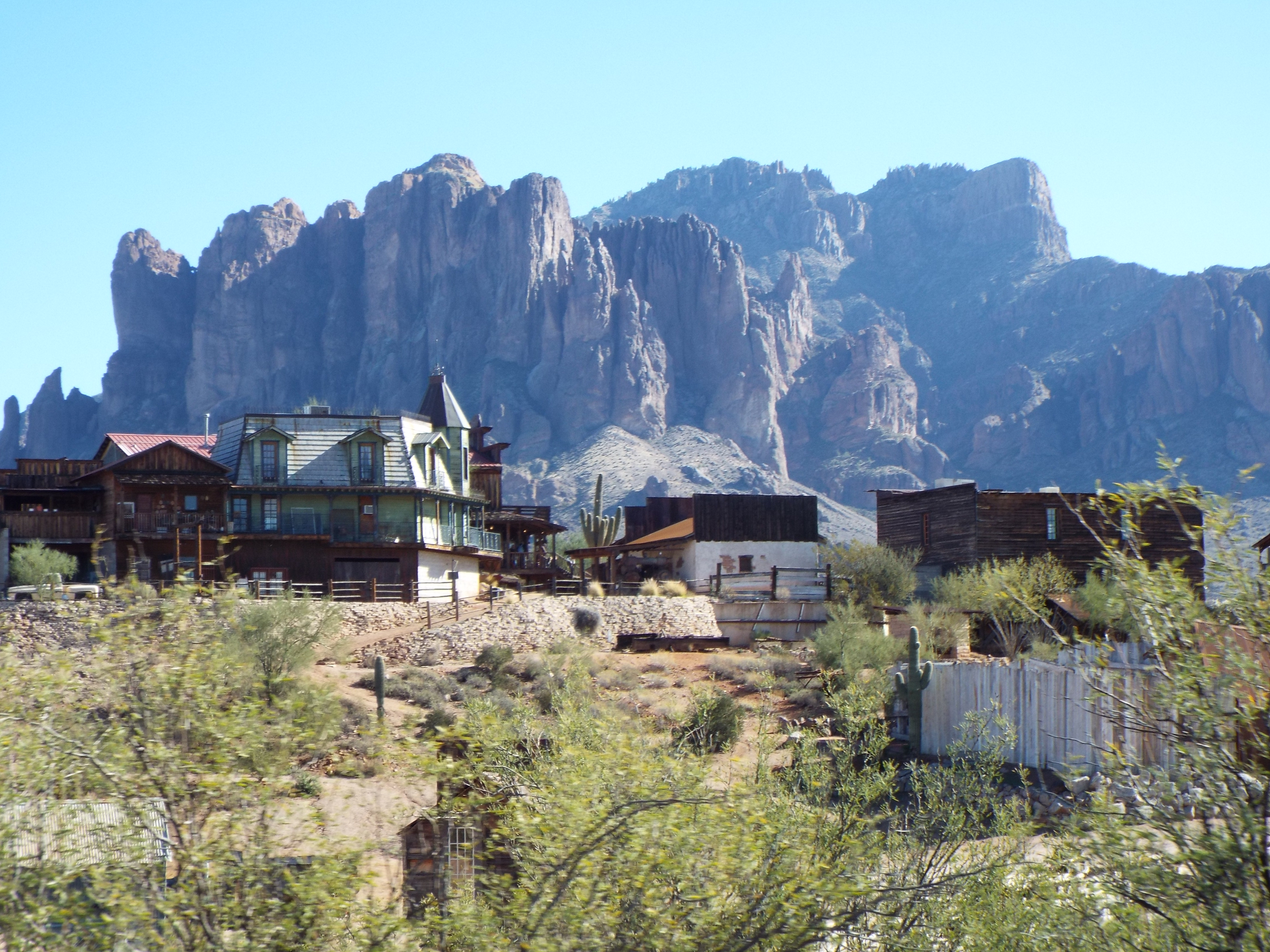
Goldfield Ghost Town
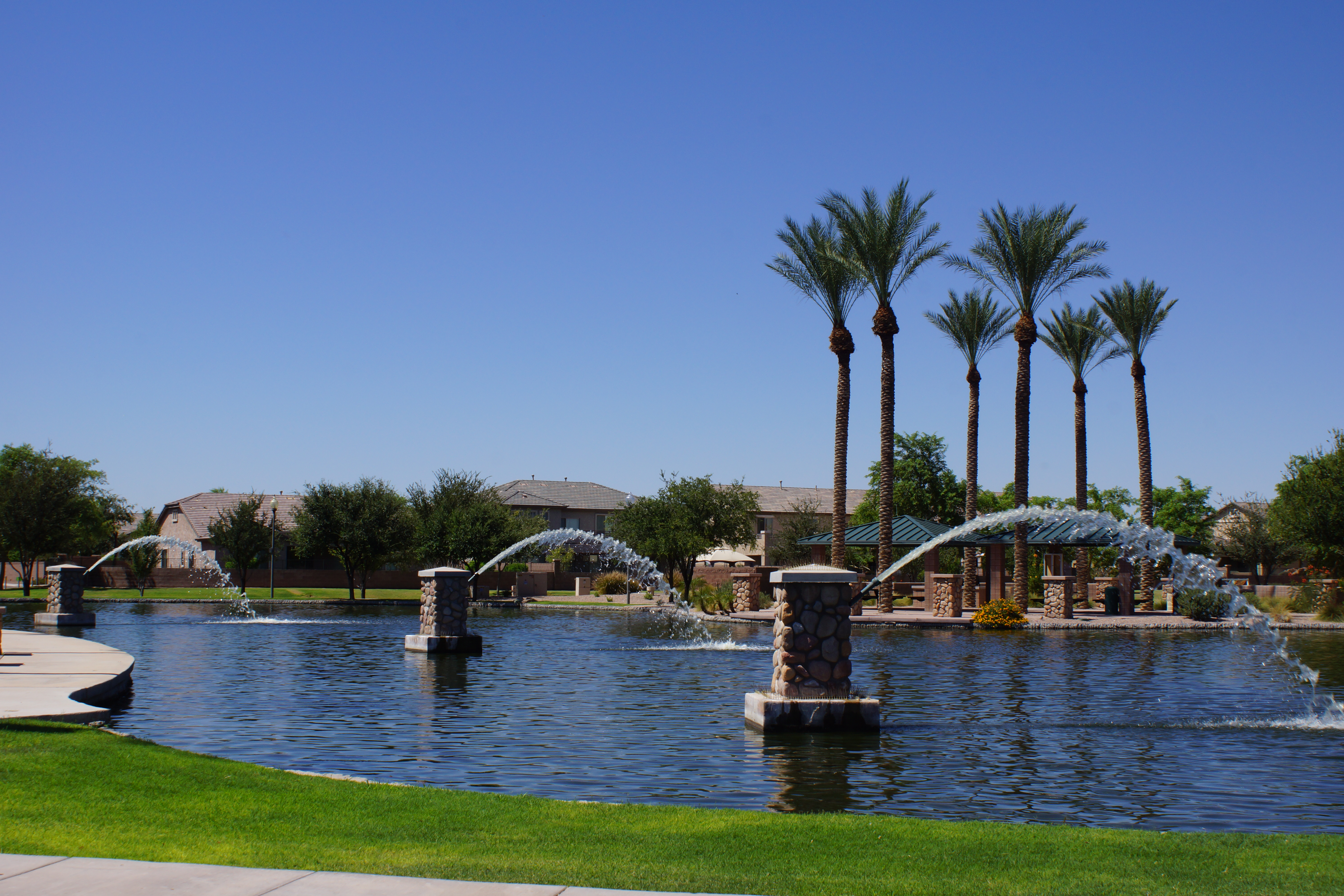
Fontanny w Maricopa
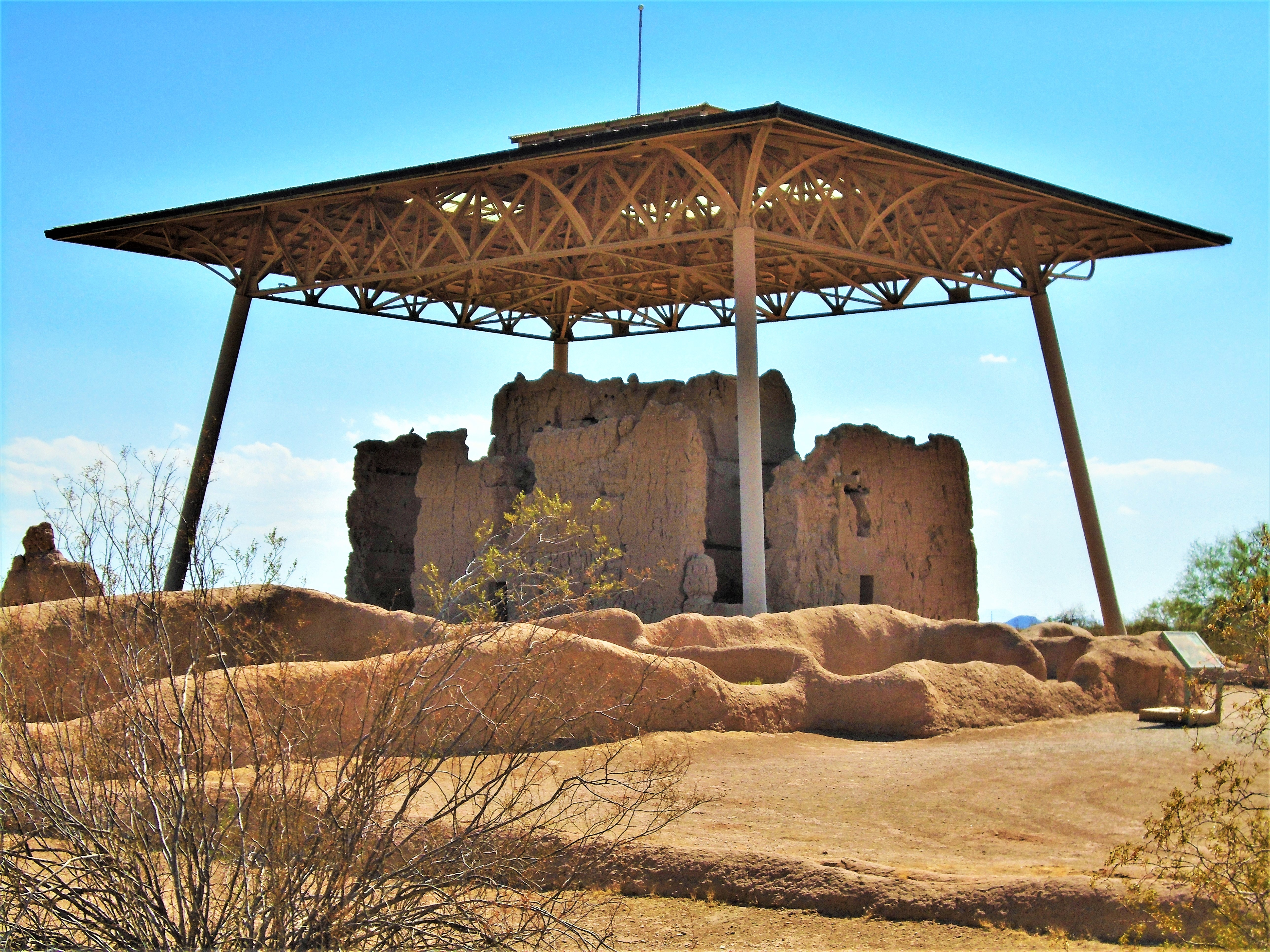
Pomnik narodowy Casa Grande Ruins
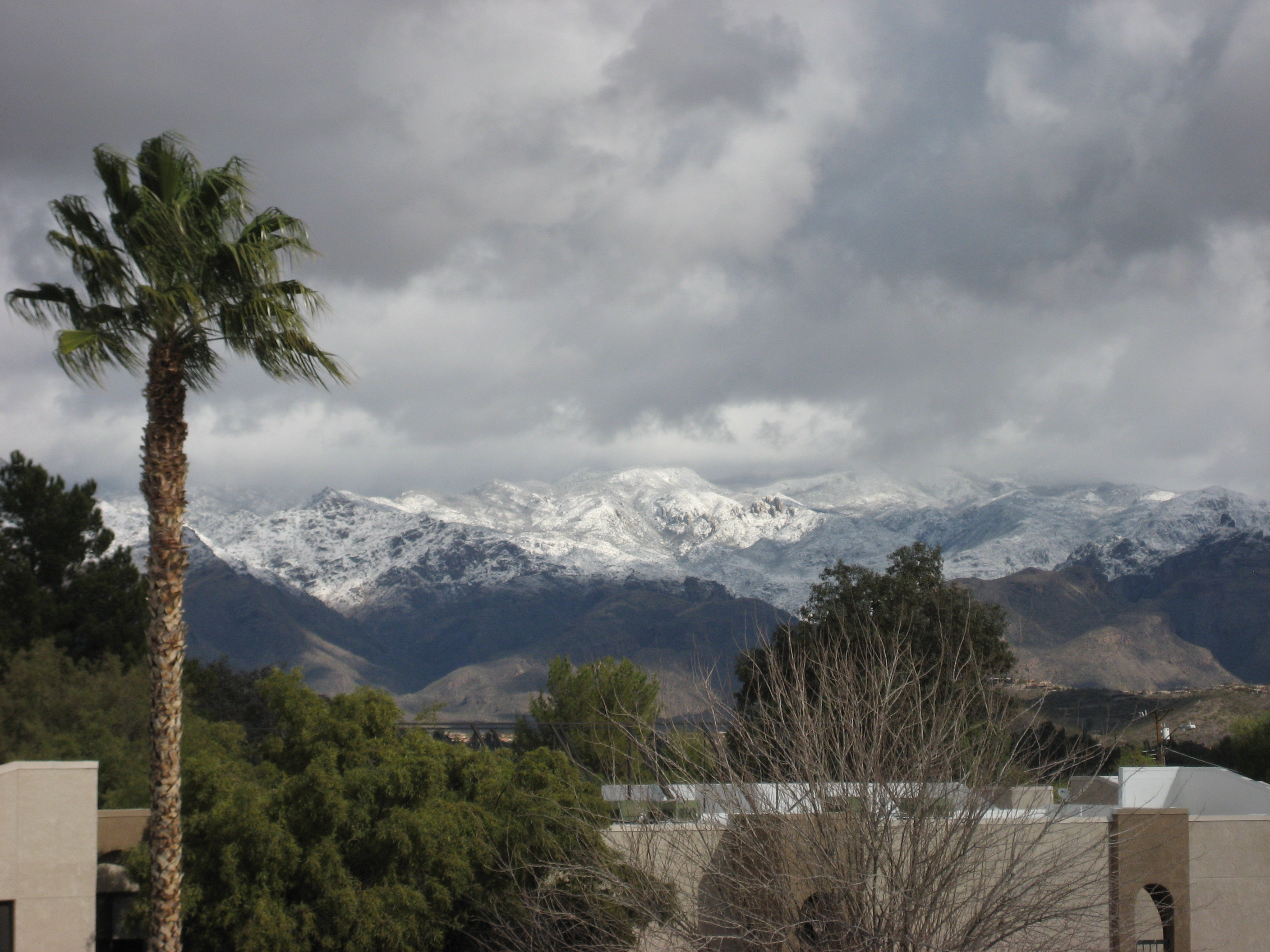
Santa Catalina Mountains
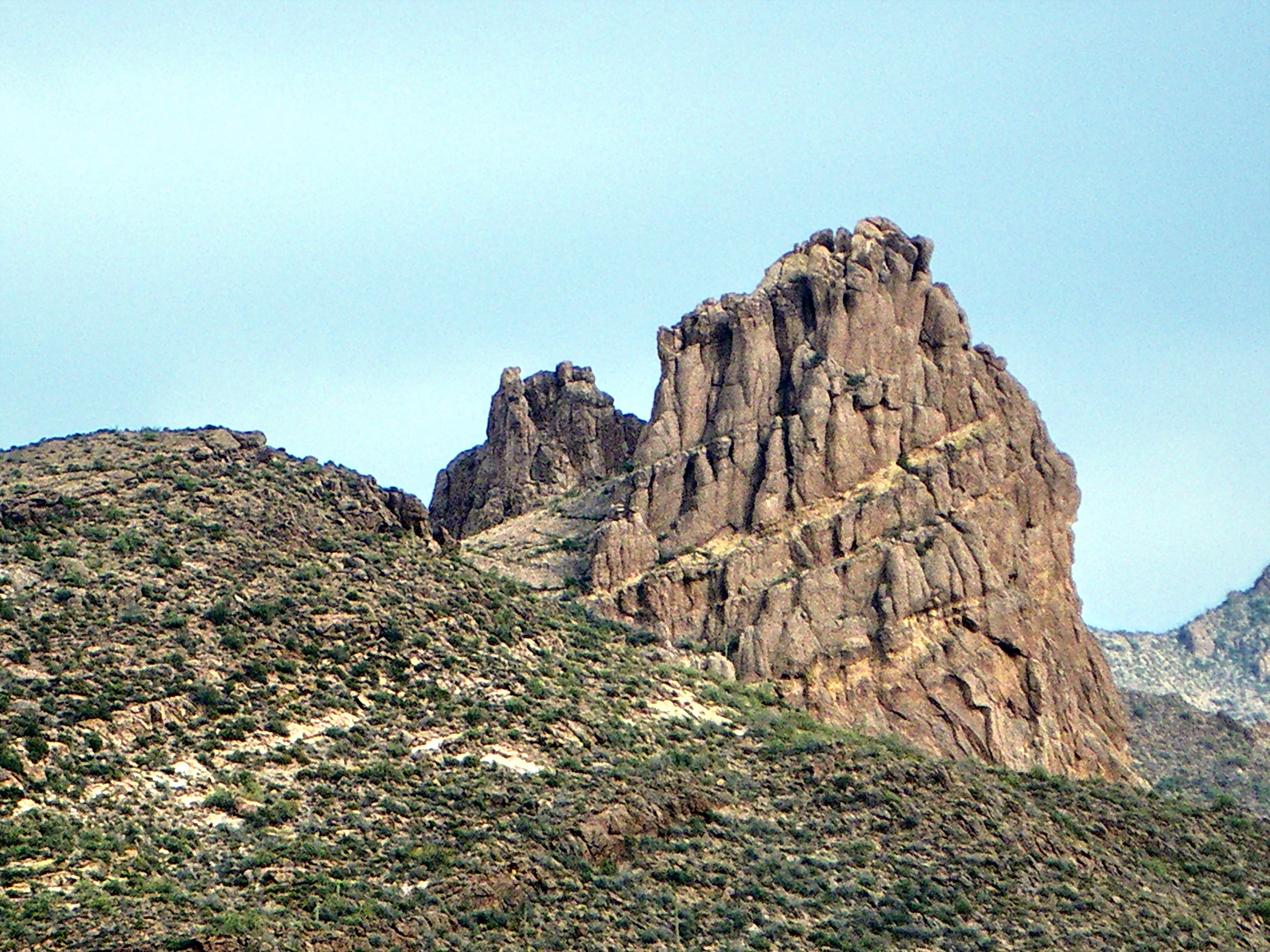
Superstition Mountains